# Mark Lewis (mathématicien)
Pour les articles homonymes, voir Mark Lewis et Lewis.
Mark Alun Lewis est un mathématicien canadien né en 1962, travaillant sur la biologie mathématique et  la biologie des populations. 

## Biographie
(novembre 2015).
Lewis obtient en 1987 son Bachelor à l'Université de Victoria en biologie, mathématiques et informatique. En 1990 il obtient son doctorat en biologie mathématique à l'université d'Oxford sous la direction de James D. Murray avec une thèse intitulée Analysis of Dynamic and Stationary Biological Pattern Formation. Il travaille en tant que post-doctorant à l'université de Washington auprès de James Murray et Peter Kareiva. Il s'intéresse alors à la biologie mathématique des populations et leur écologie. Il devient professeur adjoint à l'université de l'Utah puis professeur à l'université de l'Alberta.
Il est président de la Society for Mathematical Biology (en) de 2001 à 2003 et co-rédacteur en chef du Journal of Mathematical Biology.

## Prix et récompenses
En 2011 il reçoit le prix CRM-Fields-PIMS.

## Publications
- avec P. K. Maini, S. Petrovskii: Dispersal, Individual Movement and Spatial Ecology: A Mathematical Perspective, Springer-Verlag 2012
- (Éditeur) avec  M. A. J. Chaplain, J. P.Keener, P. K. Maini: Mathematical Biology. Institute for Advanced Study/Park City Mathematics Institute, vol. 14, 2009
- (Éditeur) avec R. P. Keller, D. M. Lodge, J. F. Shogren: Bioeconomics of Invasive Species: Integrating Ecology, Economics and Management. Oxford University Press 2009
- avec P. Moorcroft: Mechanistic Home Range Analysis. Princeton Monograph in Population Biology, 2006
- avec G. de Vries, T. Hillen, J: Müller, B. Schonfisch: A Course in Mathematical Biology: Quantitative Modeling with Mathematical and Computational Methods, SIAM Press, 2006
- avec H. G. Othmer, F. R. Adler, J. C. Dallon: Mathematical Modeling in Biology: Case Studies in Ecology, Physiology and Cell Biology. Prentice Hall, 1997

- Molnar, P.K., Derocher, A.E., Lewis, M.A. Taylor, M.A.: Modeling the mating system of polar bears - a mechanistic approach to the Allee effect. Proceedings of the Royal Society of London B, vol 275, 2008, p. 217-226.
- Eftimie, R., de Vries, G., Lewis, M.A. : « Complex spatial group patterns result from different animal communication mechanisms ». Proceedings of the National Academy of Sciences, vol 104, 2007, p. 6974-6979.
- Lewis, M.A., Renclawowicz, J., van den Driessche, P., Wonham, M.: A comparison of continuous and discrete time West Nile virus models. Bulletin of Mathematical Biology, Band 68, 2006, p. 491-509
- Krkošek, M, Connors, B.M., Morton A., Lewis, M.A. Dill L.M. Hilborn R.: Effects of parasites from salmon farms on productivity of wild salmon. Proceedings of the National Academy of Sciences, Band 108, 2011, p. 14700-14704
- Lutscher, F., Pachepsky, E., Lewis, M.A.: The effect of dispersal patterns on stream populations. SIAM Review, Band 47, 2005, S. 749--772
- Lewis, M.A., Li, B., Weinberger, H.F.: Spreading speed and the linear determinacy for two-species competition models. Journal of Mathematical Biology, Band 45, 2002, p. 219-233
- Lewis, M.A., White, K.A.J., Murray, J.D.:  Analysis of a model for wolf territories. Journal of Mathematical Biology, Band 35, 1997, S. 749-774